# William Beauclerk (9. książę St Albans)
William Aubrey de Vere Beauclerk (ur. 24 marca 1801, zm. 27 maja 1849 w Londynie) – brytyjski arystokrata, najstarszy syn Williama Beauclerka, 8. księcia St Albans i Marii Nelthorpe, córki Johna Nelthorpe'a.
Jako przedstawiciel młodszej linii rodu Beauclerków, William nie był przewidziany do dziedziczenia tytułu księcia St Albans i innych przysługujących mu tytułów. Zmieniło się to w 1816 r., kiedy jego ojciec, po szybkiej śmierci 6. księcia St Albans i jego syna, został kolejnym posiadaczem tytułu książęcego. 14-letni William został wtedy hrabią Burford. Tytuł książęcy odziedziczył po śmierci ojca w 1825 r. Zasiadł wtedy w Izbie Lordów.
16 czerwca 1827 r. w Londynie, poślubił Harriet Mellon (11 listopada 1777 - 6 sierpnia 1837), córkę Matthew Mellona. Małżonkowie nie mieli razem dzieci.
29 maja 1839 r. w Harby w Leicestershire, poślubił Elisabeth Catherine Gubbins (zm. 2 grudnia 1893), córkę generała-majora Josepha Gubbinsa. William i Elisabeth mieli razem syna i dwie córki:
- William Ameleus Aubrey de Vere Beauclerk (15 kwietnia 1840 - 10 maja 1898), 10. książę St Albans
- Diana de Vere Beauclerk (10 grudnia 1842 - 1 kwietnia 1905), żona Johna Huddlestona, nie miała dzieci
- Charlotte Beauclerk (1849 - ?)

Książę St Albans zmarł nagle w wieku 48 lat. Jego tytuły przypadły jego jedynemu synowi.